# Crise constitucional no Peru em 2019
A crise constitucional no Peru em 2019 começou quando o presidente Martin Vizcarra dissolveu o Congresso do Peru em 30 de setembro de 2019. O Congresso respondeu declarando suspensa a presidência de Vizcarra e nomeando a vice-presidente Mercedes Aráoz como presidente interina, ato que foi categorizado pelo governo como nulo, uma vez que essa votação ocorreu depois que o presidente já havia dissolvido o Congresso.
No dia seguinte, em 1 de outubro de 2019, Aráoz anunciou sua renúncia e Vizcarra emitiu um decreto para realização de eleições legislativas em 26 de janeiro de 2020.

## Contexto
A presidência do Peru e o Congresso do Peru estavam em conflito desde o início do mandato de Pedro Pablo Kuczynski. Até 15 de setembro de 2017, o congresso fez um voto de confiança, resultando na reforma do Gabinete do Peru. Mais tarde, durante o escândalo da Odebrecht, o presidente Kuczynski renunciou ao cargo após alegações de corrupção e foi substituído por seu vice-presidente, Martin Vizcarra.
Vizcarra fez das iniciativas anticorrupção sua principal prioridade, pressionando pelo referendo constitucional para proibir o financiamento privado para campanhas políticas, proibir a reeleição de legisladores e criar uma segunda câmara legislativa. A Transparência Internacional também elogiou a decisão, afirmando que "Esta é uma oportunidade muito importante, diferente das oportunidades anteriores porque, em parte, o presidente parece genuinamente comprometido".
Enquanto a Vizcarra iniciou ações contra a corrupção, a líder política Keiko Fujimori foi presa em outubro de 2018 por lavagem de dinheiro e acusações de corrupção relacionadas ao escândalo da Odebrecht. Os Fujimoristas do partido Força Popular ocuparam a maioria dos assentos no Congresso do Peru e complicaram os esforços de Vizcarra desde que ele era vice-presidente. Após a prisão de Fujimori, o congresso liderado por Fujimoristas apresentou um projeto de lei para alterar as propostas de referendo de Vizcarra. Os peruanos finalmente concordaram com as propostas de Vizcarra durante o referendo em dezembro de 2018.

### Lei de censura
Na Constituição do Peru, o Poder Executivo pode dissolver o congresso após uma segunda votação de desconfiança. O primeiro voto de desconfiança ocorreu em setembro de 2017. Vizcarra promulgou um processo constitucional em 29 de maio de 2019 que criaria uma moção de censura em relação ao congresso se eles se recusassem a cooperar com suas ações propostas contra a corrupção.
Exigindo reformas contra a corrupção, Vizcarra pediu um voto de confiança em 27 de setembro de 2019, afirmando que era "claro que a democracia de nossa nação está em risco". Vizcarra e a Comissão Interamericana de Direitos Humanos criticaram o Congresso por bloquear uma proposta para eleições gerais, enquanto aprovavam rapidamente indicações para o Tribunal Constitucional do Peru, sem investigar os antecedentes dos indicados. Vizcarra procurou reformar o processo de nomeação do Tribunal Constitucional e a aprovação ou desaprovação do Congresso por sua proposta foi vista "como um sinal de confiança em sua administração".

## Eventos

### Dissolução do congresso
Em 30 de setembro de 2019, o congresso nomeou um novo membro do Tribunal Constitucional do Peru, primo do presidente da casa, que provavelmente decidirá disputas entre o congresso e a presidência, ignorando a proposta de reforma de Vizcarra. Vizcarra argumentou que a nomeação pelo congresso era o segundo ato de desconfiança em seu governo, concedendo a ele a autoridade para dissolver o congresso. Esse ato, assim como os meses de lento progresso em direção às reformas anticorrupção, levaram Vizcarra a dissolver o congresso mais tarde naquele dia, afirmando "povo peruano, fizemos todo o possível".

### Congresso declara presidente interina
Logo após Vizcarra anunciar a dissolução do congresso, o corpo legislativo se recusou a reconhecer as ações do presidente, declarou Vizcarra suspenso da presidência e nomeou a vice-presidente Mercedes Aráoz como a nova presidente do Peru. Apesar disso, funcionários do governo peruano declararam que as ações do congresso seriam nulas, uma vez que o órgão já estava oficialmente dissolvido no momento de suas declarações. Na noite de 30 de setembro, os peruanos se reuniram fora do Palácio Legislativo do Peru para protestar contra o Congresso e exigir a remoção dos legisladores enquanto os chefes das Forças Armadas se reuniram com Vizcarra, anunciando que ainda o reconheciam como presidente do Peru e chefe das Forças Armadas.

### Renúncia de Aráoz
Durante a noite de 1 de outubro de 2019, Mercedes Aráoz, que o Congresso declarou presidente interina, renunciou ao cargo. Aráoz renunciou, esperando que o movimento promova as novas eleições gerais, propostas por Vizcarra e adiadas pelo Congresso.
Vizcarra também emitiu um decreto pedindo eleições legislativas em 26 de janeiro de 2020.